# Саут Грили (Вајоминг)
Саут Грили (енгл. South Greeley) насељено је место без административног статуса у америчкој савезној држави Вајоминг.

## Демографија
По попису из 2010. године број становника је 4.217, што је 16 (0,4%) становника више него 2000. године.
| Група             | 2000.         | 2010.         |
| Белци             | 3.310 (78,8%) | 3.115 (73,9%) |
| Афроамериканци    | 97 (2,3%)     | 99 (2,3%)     |
| Азијати           | 14 (0,3%)     | 17 (0,4%)     |
| Хиспаноамериканци | 626 (14,9%)   | 862 (20,4%)   |
| Укупно            | 4.201         | 4.217         |